# Морфометрия
Морфоме́трия (др.-греч. μορφή «форма» + μετρέω «мерить; оценивать») — раздел геоморфологии, посвященный числовым характеристикам элементов, форм (линейные, площадные, объемные)  и типов рельефа; для размеров (длина, ширина и др.) применяют именованные числа.
Морфометрические данные получают путем обработки топографических карт, аэрофотоматериалов; на основании полученных данных составляют морфометрические карты, альбомы.
Геометрическая морфометрия — совокупность количественных и основанных на них графических методов, позволяющих сравнивать объекты по их форме, исключая различия в размерах. Применяется в том числе в биологии, физической антропологии, археологии, истории архитектуры и др.
В эволюционной биологии морфометрические методы используются для количественной оценки эволюционного значения исследуемого мутационного признака.

## Замечание
Понятие морфометрии, как измерение формы встречается также в биологии